# Pierre Comte-Offenbach
Pour les articles homonymes, voir Pierre Comte, Comte et Offenbach.
Pierre Comte-Offenbach, né le 23 septembre 1910 à Paris où il mort le 30 novembre 1990, est un homme politique français.

## Biographie
Fils d'un ingénieur centralien, Pierre Comte-Offenbach compte parmi ses aïeux Louis Comte, physicien de Louis XVIII et le compositeur Jacques Offenbach. Après des études secondaires au lycée Condorcet de Paris, il poursuit à l'école libre des sciences politiques et est diplômé en finances publique. Il obtient aussi un doctorat en droit public et économie politique. Il complète sa formation par l'obtention d'un diplôme de la chambre de commerce de Grande-Bretagne.
D'abord collaborateur d'un avoué de la Seine, il travaille ensuite auprès d'un avocat agréé auprès du tribunal de commerce.
Bien que réformé, il s'engage volontairement dans l'infanterie au début de la seconde guerre mondiale. Passé par le peloton d'élève officier de réserve, il est aspirant, puis lieutenant. Après l'armistice, il s'engage dans la résistance, au sein du mouvement de la France combattante.
Après la guerre, il reprend une activité professionnelle, comme cadre supérieur dans divers organismes et entreprises. Il est notamment PDG de la société industrielle et navale. Il est aussi reconnu comme un expert économique, et siège dans plusieurs commissions parapubliques. Il est aussi maître de conférence à l'école supérieure d'organisation professionnelle.
Son engagement politique se fait dans le sillage de Charles de Gaulle. En 1947, il adhère au Rassemblement du Peuple Français. Chargé de mission au niveau national, il remplace ensuite Jacques Soustelle comme secrétaire général du parti.
Aux législatives de 1956, il est candidat sur la liste gaulliste, menée par Robert Pesquet, dans le Loir-et-Cher, mais n'est pas élu.
Deux ans plus tard, il est candidat dans la deuxième circonscription de ce département, avec l'étiquette de l'UNR. En concurrence avec deux sortants, le socialiste Kléber Loustau et le communiste Bernard Paumier, il l'emporte au second tour, dans une triangulaire, avec 53,9 % des voix.
Membre de la commission des affaires étrangères de l'assemblée, il en assure la vice-présidence à partir d'avril 1962. Son travail parlementaire concerne d'abord la chasse, activité importante dans sa circonscription, mais aussi l'agriculture. Mais il s'intéresse aussi, logiquement, aux relations extérieures, défendant notamment la construction européenne. Il se fait aussi défenseur de la cause des pieds-noirs, et demande la création d'un secrétariat d'Etat aux rapatriés, en 1961.
Il est aussi un défenseur du sport, prônant le développement des équipements sportifs, notamment scolaires. Il est ensuite vice-président du comité national de l'éducation physique, et membre du haut comité des sports.
En 1962, il quitte le Loir-et-Cher pour se présenter dans une circonscription de la Seine, autour du canton de Sceaux, dont le sortant Raymond Poutier, ne se représente pas. Il obtient 32,4 % des voix au premier tour, puis l'emporte au second avec 52,9 % contre le communiste Robert Levol, maire du Plessis-Robinson et conseiller général. 
Bien que désormais élu d'une circonscription largement urbaine, il continue de suivre de très près les questions relatives à la chasse, tout en intervenant dans les domaines du sport et des affaires étrangères. Il marque en 1966 quelques nuances avec les choix politiques du président de la République de sortie du commandement intégré de l'OTAN ou de politique de la « chaise vide » dans les instances européennes.
En mars 1967, il est battu aux législatives par son adversaire de 1962, le communiste Robert Levol, qui obtient 51,8 % des voix au second tour. En 1968, l'investiture de l'UDR va à Pierre Mazeaud.
Pierre Comte-Offenbach est alors nommé au conseil économique et social. Il continue de s'investir dans la promotion du sport, au travers de ses fonctions de vice-président de la fédération française de l’éducation physique, qu'il exerce jusqu'en 1973, de vice-président du Comité national de l’Education physique (jusqu'en 1971), et de vice-président de la fédération française de boxe (il est arbitre national et international).
Il est aussi  Secrétaire général du Comité international des trophées du Fair Play, vice-président du Comité français Pierre de Coubertin,  président délégué du Motoclub de Clamart.

## Détail des fonctions et des mandats
Mandats parlementaires
- 30 novembre 1958 - 9 octobre 1962 : Député de la 2e circonscription de Loir-et-Cher
- 25 novembre 1962 - 2 avril 1967 : Député de la 54e circonscription de la Seine